# Emscher Lippe Energie
Die Emscher Lippe Energie GmbH, in der Region auch bekannt als ELE, ist ein Energieversorgungsunternehmen mit Sitz in der Emscher-Lippe-Region. Das Unternehmen ist der Grundversorger für Bottrop, Gelsenkirchen und Gladbeck.

## Unternehmensstruktur und Beteiligungen
Das „Drei-Städte-Stadtwerk“ Emscher Lippe Energie GmbH wurde 1999 gegründet. Anteilseigner sind die Westenergie, Teil des E.ON Konzerns (49,9 %), sowie die Städte Bottrop, Gelsenkirchen (über die Stadtwerke Gelsenkirchen) und Gladbeck (je 16,7 %). Nachdem der vorherige Mehrheitsgesellschafter innogy von RWE an E.ON übergegangen war, machten die Städte 2020 von der Change of Control Klausel Gebrauch.
Die ELE ist im Bereich der regenerativen Energieerzeugung investiert. So hält das Unternehmen 50 % an der ELE-RAG Montan Immobilien Erneuerbare Energien GmbH, 49 % an der ELE-GEW Photovoltaik GmbH und 30 % der Anteile an der ELE Scholven Wind GmbH. Hinzu kommen Beteiligungen am STEAG Windpark Ullersdorf (12,2 %) sowie Green GECCO (6,2 %).

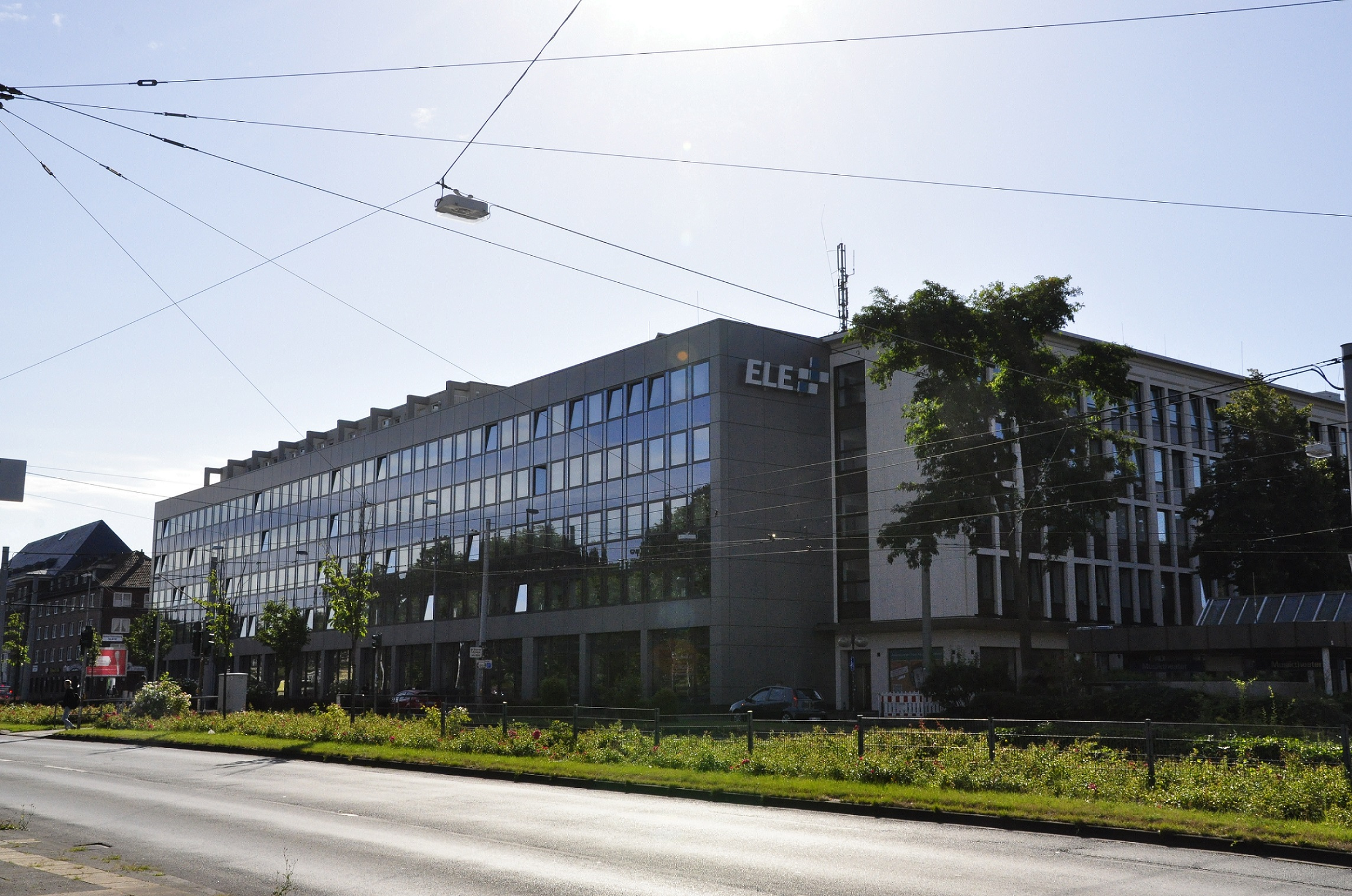
Hauptverwaltung der ELE

## EVNG
Die ELE Verteilnetz GmbH (EVNG) ist ein 100-prozentiges Tochterunternehmen der ELE. Sie beschäftigt sich mit Planung, Bau, Instandhaltung und Betrieb von mehr als 4000 Kilometern Mittel- und Niederspannungsnetzen sowie über 1500 Kilometern Gasleitungen in Bottrop, Gelsenkirchen und Gladbeck.

## Unternehmensportfolio
ELE versorgt rund 240.000 Privat- und Gewerbekunden und etwa 1.200 Geschäftskunden in Bottrop, Gelsenkirchen und Gladbeck mit Strom, Erdgas und Wärme.
Das Unternehmen ist "Energiepartner des FC Schalke 04" und von Beginn an auch der Veltins Arena – das Energiekonzept des Stadions ist das größte Contractingprojekt des Unternehmens. Genau genommen umfasst die Energielösung nicht nur das Stadion, sondern das komplette Areal mit allen Nachbarn auf dem Berger Feld, darunter die nahegelegene Gesamtschule Berger Feld und der kommerzielle Sportpark. Mit dem Bau des Courtyard Hotels und des Rehazentrums medicos.AufSchalke wurde die Energielösung 2006 noch erweitert. Aktuell (2021) steht die nächste Ausbaustufe des medicos.AufSchalke kurz vor der Fertigstellung. Heute erzeugen insgesamt drei Energiezentralen auf dem Gelände Strom, Wärme und Kälte, die dezentral aus der Netzleitstelle der ELE in Gladbeck gesteuert werden.
In den vergangenen Jahren hat die ELE den Ausbau von Ökostromanlagen in der Region vorangetrieben. Sie betreibt unter anderem gemeinsam mit den Stadtwerken Gelsenkirchen auf dem Gelsendienste-Betriebshof in Ückendorf eine Großphotovoltaikanlage mit etwa 900 kWpeak. Auf der Halde Oberscholven in Gelsenkirchen erzeugen zwei Windenergieanlagen der ELE Scholven Wind GmbH jährlich rund 12 Millionen kWh Ökostrom.

## Engagement in der Region
Ab vom eigentlichen Kerngeschäft, engagiert sich ELE in ihren drei Heimatstädten, indem sie Projekte aus verschiedenen Bereichen sponsert. Darunter fallen Sportmannschaften, wie zum Beispiel die Handballmannschaft des VfL Gladbeck, die Volleyballerinnen vom TV Gladbeck und Damen- und Herrenteam des JC 66 Bottrop in der Judobundesliga. Darüber hinaus unterstützt ELE Stadtfeste sowie Kultureinrichtungen und -veranstaltungen, wie beispielsweise das Musiktheater im Revier, die Neue Galerie Gladbeck oder das Gelsenkirchener Consol Theater. Besonders gefördert werden Kinder- und Jugendprojekte.

## Sonstiges
ELE war Ende der 1990er Jahre das erste Energieunternehmen in Deutschland, das seinen Kunden eine eigene Kundenkarte, die ELE-Card, präsentierte. Das daraus entstandene Kundenkarten-Netzwerk „CityPower“ umfasst heute rund 30 Energieanbieter deutschlandweit.